# Pierre de Molins
Pierre de Molins o Molaines (fl. 1190-1220) è stato uno dei primi trovieri.

## Biografia
Conobbe Gace Brulé o il Chastelain de Couci, anch'essi due trovieri di prima generazione e probabilmente fu membro acquisito della famiglia Épernay, o forse di una famiglia residente a Noyon o nei suoi dintorni. Probabilmente è lo stesso "Pierre II" della zona riferito nei documenti che vanno dal 1210 al 1224.
Nello Chansonnier du Roi e nello Chansonnier de Noailles sono attribuite a Pierre quattro canzoni le quali in altri canzonieri appaiono con diverse attribuzioni. Tutte le melodie sono nella forma bar. In base a due fonti, più insoliti sono la presenza di una tritono melodico per Fine amours et bone esperance e di una sottodominante diesata in Chanter me fet ce don't je crien morir, entrambe create tramite l'uso di accidenti.
Fine amours  servirà da modello per altre composizioni anonime come quella omonima (il cui secondo verso inizia con Me fait), L'autrier par une matinee e una canzone dedicata alla Vergine Maria, Douce dame, vierge Marie. La musica di Chanter me fet venne usata in due diverse versioni di Pour la pucele en chantant me deport di Gautier de Coincy e i testi funsero da modello per l'anonima Destroiz d'amours et pensis sans deport. Gli altri componimenti attribuiti a Pierre sono Quant foillissent li boscage e Tant sai d'amours con cil qui plus l'emprent.